# فوسيني دياباتي
فوسيني دياباتي (من مواليد 18 أكتوبر 1995)  هو لاعب كرة قدم يلعب كاعب خط وسط أو مهاجم ل سيفاسبور، على سبيل الإعارة من ليستر سيتي. ولد دياباتي في فرنسا، ويمثل مالي على المستوى الدولي.

## النادي
كان دياباتي في أكاديمية الشباب في ستاد رين لمدة سبع سنوات قبل أن يتم طرده، ثم انضم بعد ذلك إلى ستاد ريمس. لعب كاحتياطي في نادي غانغون قبل انضمامه إلى جازيليك أجاكسيو في 20 يونيو 2017. ولعب أول مباراة له مع أجاكسيو في الدوري الفرنسي الدرجة الثانية أمام نادي فالنينسيان يوم 28 يوليو عام 2017 والتي انتهب بالتعادل 1-1، بصنعه هدف فريقه الوحيد.
في 13 كانون الثاني (يناير) 2018، انتقل دياباتي إلى ليستر سيتي مقابل رسوم لم يكشف عنها. بعد أسبوعين، ظهر لأول مرة مع ليستر سيتي في مباراة الدور الرابع لكأس الاتحاد الانجليزي ضد بيتربورو يونايتد وسجل هدفين في فوز 5-1.

## إحصائياته
اعتبارًا من 14 مارس 2019 
| النادي           | الموسم  | الدوري         | الدوري    | الدوري  | الكأس الوطني | الكأس الوطني | كأس الدوري | كأس الدوري | آخر       | آخر     | مجموع     | مجموع   |
| النادي           | الموسم  | الدرجة         | المباريات | الأهداف | المباريات    | الأهداف      | المباريات  | الأهداف    | المباريات | الأهداف | المباريات | الأهداف |
| ---------------- | ------- | -------------- | --------- | ------- | ------------ | ------------ | ---------- | ---------- | --------- | ------- | --------- | ------- |
| ستاد ريمس الثاني | 2013-14 | CFA 2          | 11        | 1       | -            | -            | -          | -          | -         | -       | 11        | 1       |
| جوينجامب الثاني  | 2015-16 | CFA 2          | 23        | 4       | -            | -            | -          | -          | -         | -       | 23        | 4       |
| جوينجامب الثاني  | 2016-17 | CFA 2          | 26        | 8       | -            | -            | -          | -          | -         | -       | 26        | 8       |
| جوينجامب الثاني  | مجموع   | مجموع          | 49        | 12      | 0            | 0            | 0          | 0          | 0         | 0       | 49        | 13      |
| غانغان           | 2016-17 | الدوري 1       | 0         | 0       | 1            | 0            | 1          | 0          | -         | -       | 2         | 0       |
| جازيليك اجاكسيو  | 2017-18 | الدوري 2       | 18        | 3       | 1            | 2            | 2          | 0          | -         | -       | 21        | 5       |
| ليستر سيتي       | 2017-18 | الدوري الممتاز | 14        | 0       | 2            | 2            | 0          | 0          | -         | -       | 16        | 2       |
| ليستر سيتي       | 2018-19 | الدوري الممتاز | 1         | 0       | 0            | 0            | 2          | 0          | -         | -       | 3         | 0       |
| ليستر سيتي       | مجموع   | مجموع          | 15        | 0       | 2            | 2            | 2          | 0          | 0         | 0       | 17        | 2       |
| سيفاسبور (قرض)   | 2018-19 | سوبر ليج       | 8         | 0       | 0            | 0            | -          | -          | -         | -       | 8         | 0       |
| المجموع          | المجموع | المجموع        | 101       | 16      | 4            | 4            | 5          | 0          | 0         | 0       | 110       | 20      |

## المنتخب
شارك دياباتي في مباراة كأس العالم تحت 20 سنة مع منتخب مالي، حيث خسر 2-0 أمام منتخب صربيا تحت 20 عامًا، بالإضافة إلى 5 مباريات في بطولة أفريقيا لأقل من 20 عامًا 2015 .    كما مثّل مالي تحت 23 سنة في بطولة تولون 2016 ‏.

## روابط خارجية
- فوسيني دياباتي على موقع اتحاد تركيا (لاعب) (الإنجليزية)
- فوسيني دياباتي على موقع رابطة كرة القدم الفرنسية للمحترفين (الإنجليزية)
- فوسيني دياباتي على موقع قاعدة بيانات كرة القدم.إي يو (الإنجليزية)
- فوسيني دياباتي على موقع ليكيب (الفرنسية)
- فوسيني دياباتي على موقع ناشيونال فوتبول تيمز (الإنجليزية)
- فوسيني دياباتي على موقع Soccerbase.com (لاعب) (الإنجليزية)
- فوسيني دياباتي على موقع Soccerway.com (الإنجليزية)
- فوسيني دياباتي على موقع عالم كرة القدم.نت (الإنجليزية)

- فوسيني دياباتي  على سكروي
- ملف فيفا الشخصي
- ليكيب الشخصي
- GFCA الملف الشخصي